# Kuivajärvi (sjö i Hyrynsalmi, Kajanaland)
Kuivajärvi är en sjö i kommunen Hyrynsalmi i landskapet Kajanaland i Finland. Arean är 36 hektar och strandlinjen är 2,3 kilometer lång. Sjön  ingår i Uleälvens huvudavrinningsområde.   Den ligger omkring 71 kilometer nordöst om Kajana och omkring 530 kilometer norr om Helsingfors. 